# Macrothylacia
Macrothylacia és un gènere de lepidòpters ditrisis de la família dels lasiocàmpids (Lasiocampidae) i de la subfamília Lasiocampinae.

## Sistemàtica
El gènere Macrothylacia va estar descrit per l'entomòleg francès Jules Pierre Rambur, el 1866.
L'espècie tipus pel gènere és Macrothylacia rubi (Linnaeus, 1758)

### Sinonímia
- Lachnocampa Wallengren, 1869[2]
- Macrotylasia Peyron, 1909[3]

### Taxonomia
Llista d'espècies
- Macrothylacia diagramma Meade-Waldo, 1905.
- Macrothylacia rubi (Linnaeus, 1758)

## Galeria

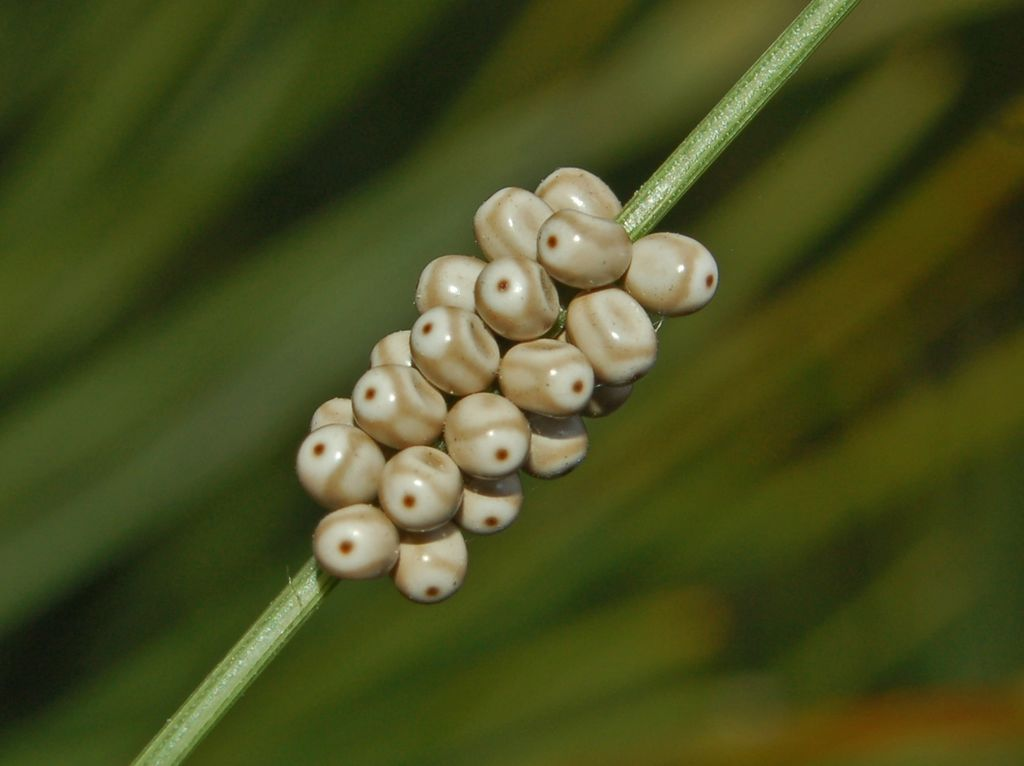
Macrothylacia rubi ous
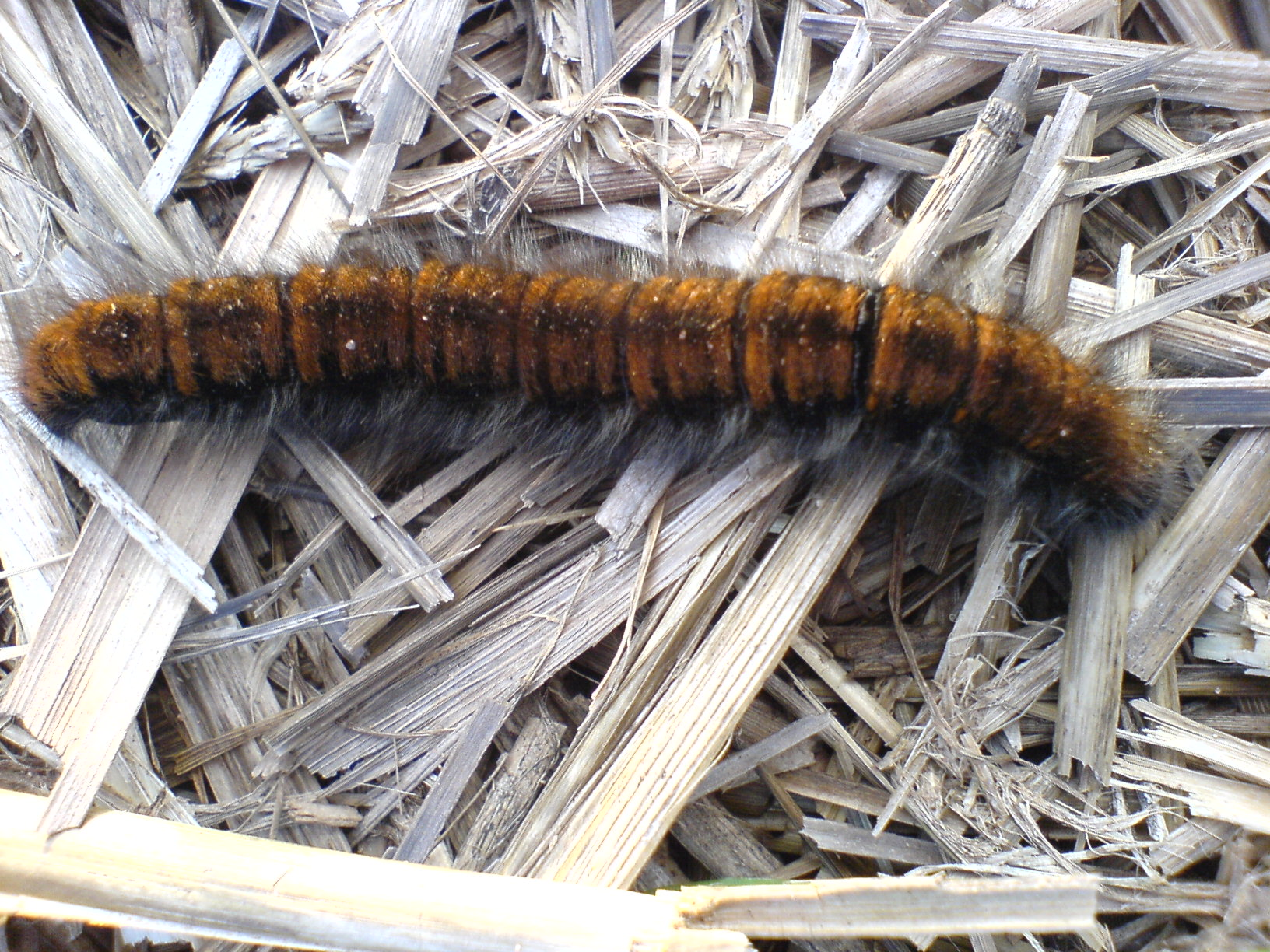
Macrothylacia rubi larva
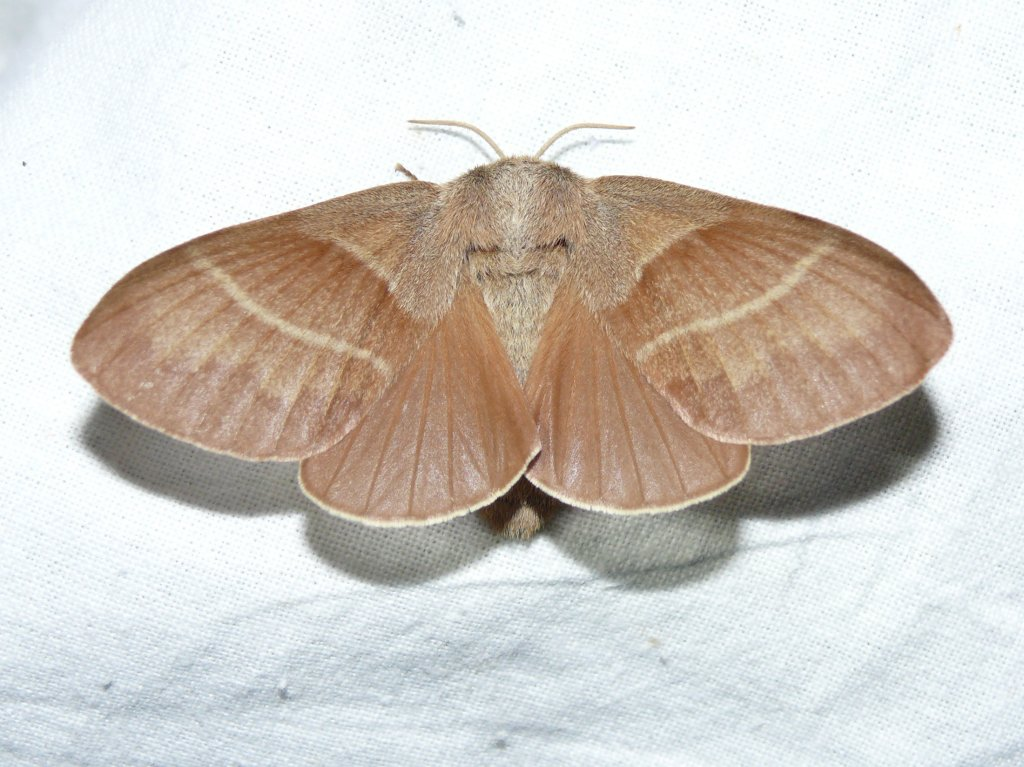
Macrothylacia rubi
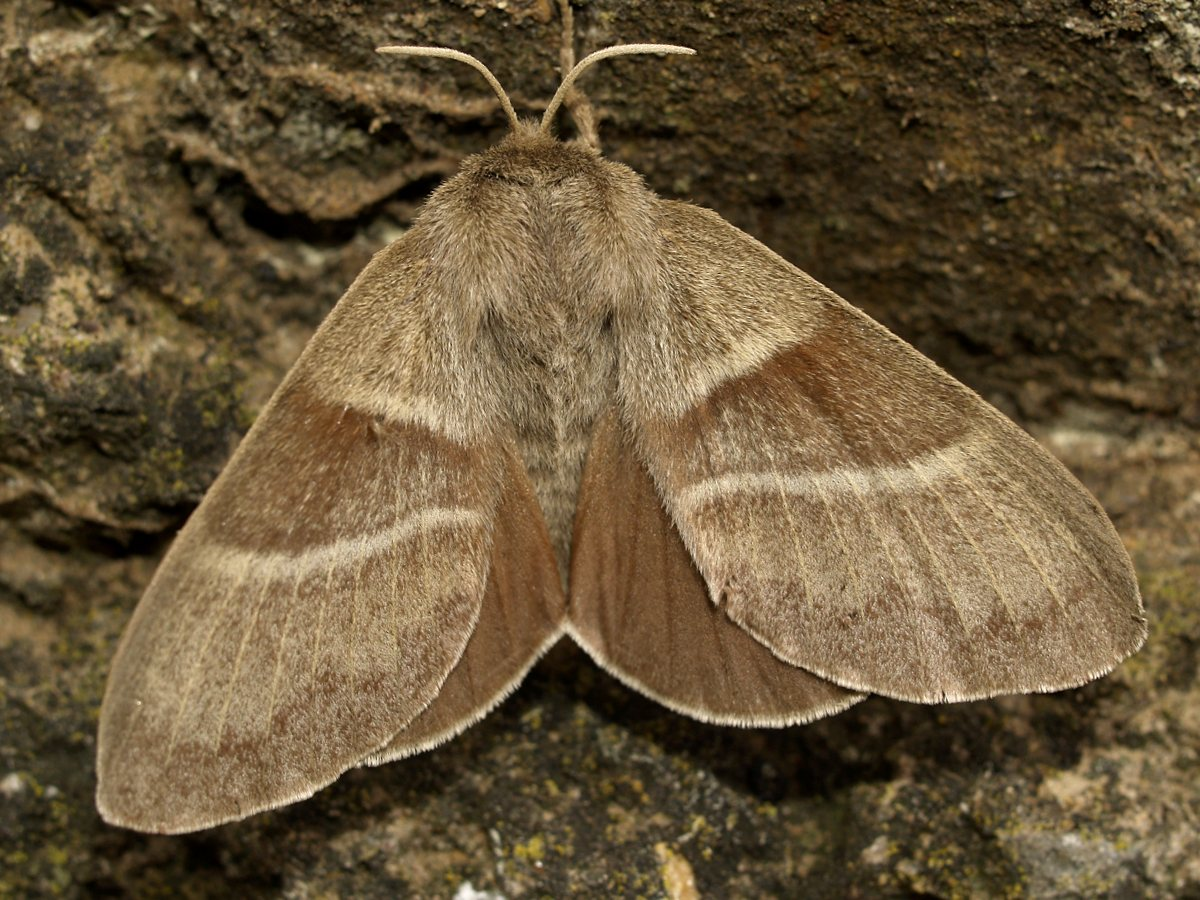
Macrothylacia rubi